# Transbordador espacial Enterprise

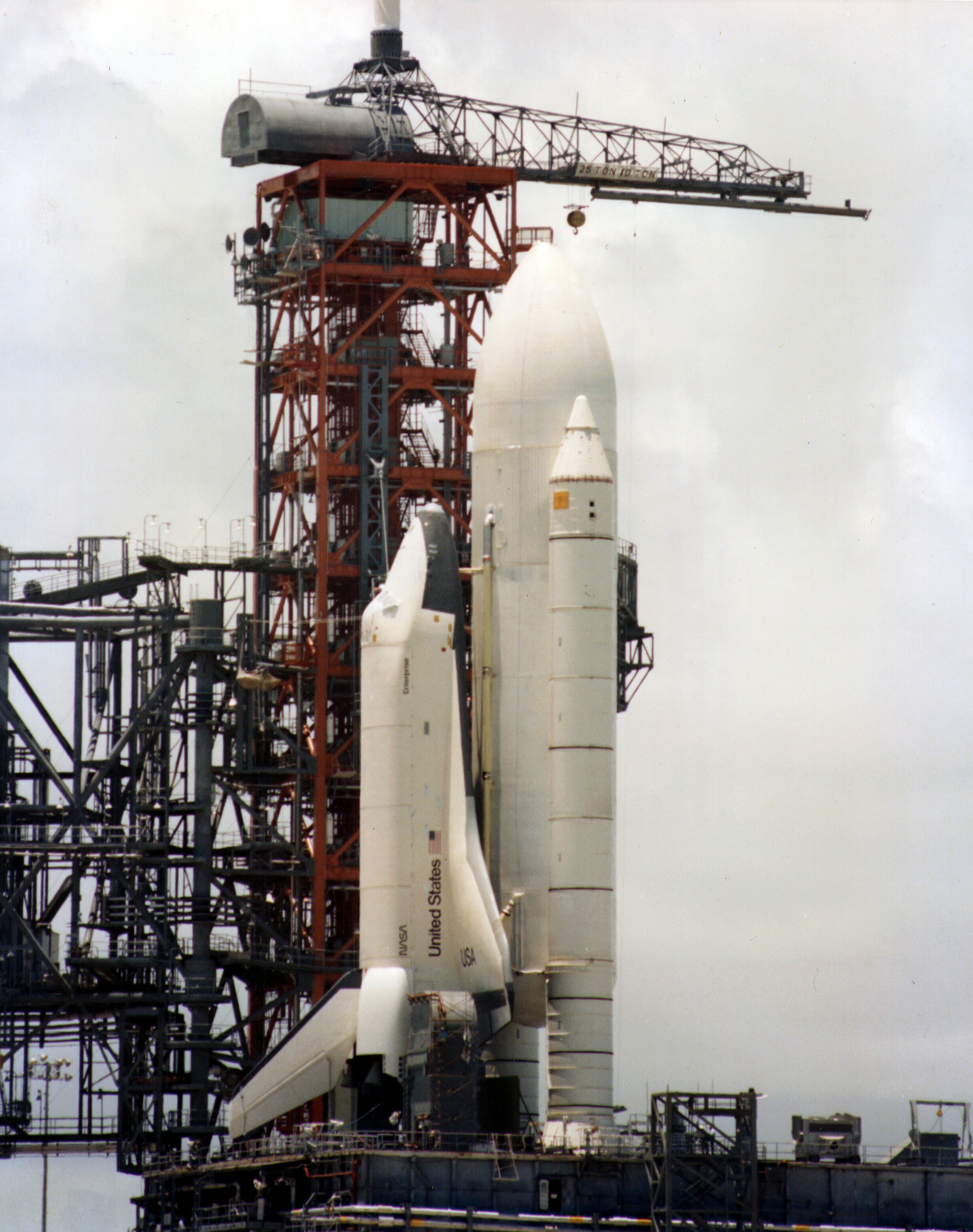
Transbordador espacial Enterprise al complex de llançament 39, vint mesos abans del primer llançament d'un transbordador.

El transbordador espacial Enterprise (designació NASA: OV-101) fou el primer transbordador construït per la NASA. Inicialment, es construí sense motors ni escut tèrmic i, per tant, no tenia la capacitat de realitzar missions espacials sense un recondicionament previ. Havia de ser el segon transbordador espacial en volar després del Columbia, tot i haver estat construït primer; tanmateix, la decisió el 1978 de no modificar l'Enterprise amb la seva configuració per proves d'aproximació i aterratge (Al- Approach and Landing Test) deixà el Columbia com l'únic vehicle orbital operacional. Així l'Enterprise es consolidà bàsicament com vehicle de proves, complint diverses missions en les quals era llançat des d'un avió i que permeteren recollir dades sobre aerodinàmica i construcció. Posteriorment, es considerà el seu recondicionament per reemplaçar el Challenger, però es construí l'Endeavour en lloc seu per motius d'estalvi. Després de la retirada va quedar en exhibició a l'Intrepid Sea-Air-Space Museum.

## Antecedents
Inicialment, s'havia de dir Constitution (en honor del segon centenari de la Constitució estatunidenca), però una campanya promoguda pels espectadors de la popular sèrie de televisió Star Trek animaren la Casa Blanca a anomenar-lo Enterprise. La majoria de les sèries originals, així com el creador de Star Trek Gene Roddenberry, feren dedicatòries a l'Enterprise, per exemple un mural a l'oficina del capità a Star Trek: La Nova Generació descrivia aquest transbordador espacial com una nau espacial pròpia, i imatges als crèdits inicials de la sèrie Star Trek: Enterprise li rendeixen un homenatge similar. Estranyament, la sèrie Star Trek: Deep Space Nine posteriorment il·lustrà un model de l'Estació Espacial Internacional amb el transbordador espacial Enterprise acoblat a ella, malgrat que l'Enterprise mai no ha sigut preparat per ser llançat a l'espai.
L'Enterprise ha estat utilitzat per la NASA per una varietat de proves a terra i en vol dirigides a validar diversos aspectes del programa de transbordadors espacials. Els nou primers mesos de proves utilitzar l'acrònim ATL de l'anglès, Approach and Landing Test, per tests d'aproximació i aterratge. Aquests tests incloïen el primer rodament el 17 de setembre de 1976. i un vol inaugural el 18 de febrer del 1977, sobre el sostre d'un Boeing 747 modificat per poder transportar-lo a sobre per mesurar les càrregues estructurals, aterratge i característiques del sistema de frenada. Es dugueren a terme tests terrestres de tots els subsistemes orbitals com verificació prèvia de la seva funcionalitat en vol atmosfèric. Aquests testos es dugueren a terme a la NASA, a la base aèria Edwards, en Califòrnia.
La combinació Enterprise/Boeing 747 fou sotmesa a cinc proves de vol amb l'Enterprise sense tripulació i desactivat. El propòsit d'aquestes proves fou mesurar les característiques de vol del conjunt transbordador/avió. Aquests tests foren seguits per tres més amb l'Enterprise ja tripulat per provar els sistemes de vol del transbordador.

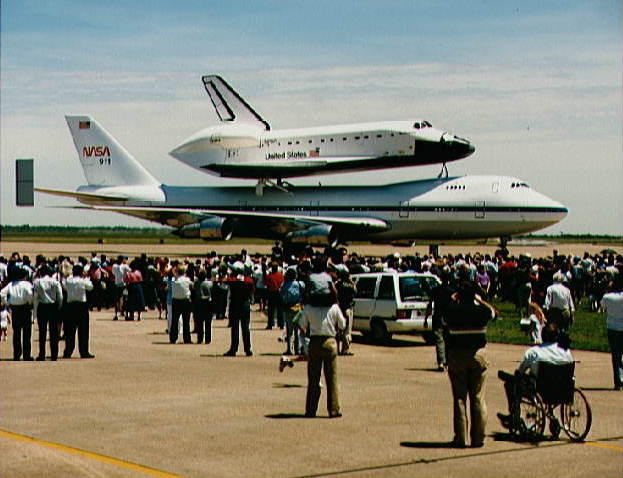
LEnterprise sobre un Boeing 747 modificat pel seu transport.

Finalment, l'Enterprise fou provat en cinc vols lliures on després de separar-se de l'avió aterrava sota el control dels astronautes. Aquestes proves verificaren les característiques de vol del transbordador i es dugueren a terme amb diverses configuracions aerodinàmiques i de càrrega. En la taula inferior es mostra una llista completa dels vols de proves.
Seguint el programa de proves, l'Enterprise transportà diverses instal·lacions de la NASA per configurar el transbordador per proves de vibració. Al final fou acompanyat d'un tanc de combustible extern i coets propulsors i es provà en configuració de llançament.
Una vegada completades les proves crítiques, l'Enterprise fou parcialment desmuntat per permetre reutilitzar-ne components en altres transbordadors, i es dugué en una gira mundial, mostrant-lo a França, Alemanya, Itàlia, Regne Unit, el Canadà, i els estats estatunidencs de Califòrnia, Alabama, i Louisiana. També se l'utilitzà per entrenament i comprovacions prèvies de llançament a la base aèria de Vandenberg, a Califòrnia. Finalment, el 18 de novembre del 1985, l'Enterprise fou transportat a Washington, D.C., on passà a ser propietat de l'institut Smithsonian on està exposat al National Air and Space Museum.

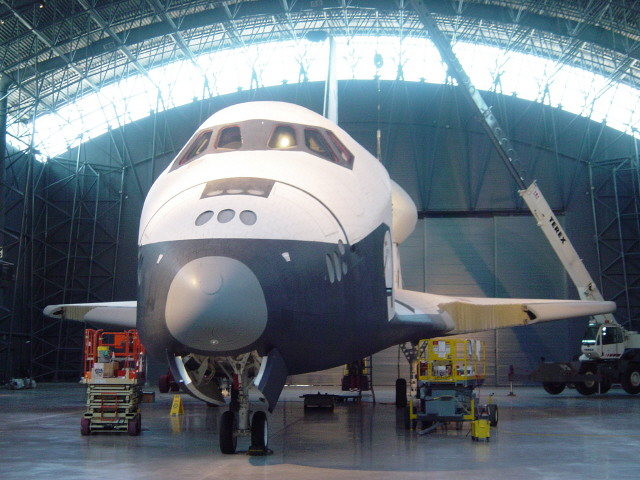
lEnterprise exposat a l'hangar de l'Smithsonian prop de l'aeroport internacional de Washington.

D'acord amb el criteri del Dt. Jesco von Puttkamer, l'Enterprise no fou equipat per ser llançat a l'espai, però fou dirigit al començament als testos de vol del transbordador durant aproximacions crítiques i fase d'aterratge com un planador. Per aquest propòsit, s'elevà a l'esquena d'un Boeing 747 i fou deixat anar per ser pilotat en vol lliure de tornada a la pista d'aterratge de la base aèria Edwards. Estructuralment, no convenia convertir l'Enterprise per la causa espacial, així que fou enviat a Silver Hill.
El 2003, després de l'accident del Columbia durant la seva reentrada, es retirà un dels panells de fibra de vidre de l'ala per fer-hi proves. El test consistí a disparar una peça d'escuma a alta velocitat contra el panell. Aquesta escuma cobreix la part externa del tanc de combustible líquid, i en trencar-se colpeja l'ala esquerra del Columbia durant el llançament. S'especulà àmpliament si aquest impacte causà una bretxa a l'ala del vehicle, permetent que el plasma que es forma durant la reentrada penetrés a l'interior del Columbia, sent la causa de la seva destrucció. Durant la prova, mentre que el panell no es trencà, l'impacte pogué exposar el segell entre panells.

## Proves de vol de l'Enterprise(programa ATL)
| Test de Vol         | Dia                     | Velocitat        | Altitud             | Tripulació                    | Durada      | Comentaris                            |
| ------------------- | ----------------------- | ---------------- | ------------------- | ----------------------------- | ----------- | ------------------------------------- |
| Test de vol #1      | 15 de febrer del 1977   | 143 km/h 89 mph  | taxi                | No                            | taxi        | Pista d'aterratge />Amb con de cua    |
| Test de vol #2      | 15 de febrer del 1977   | 225 km/h 140 mph | taxi                | No                            | taxi        | Pista d'aterratge />Amb con de cua    |
| Test de vol #3      | 15 de febrer del 1977   | 253 km/h 157 mph | taxi                | No                            | taxi        | Pista d'aterratge />Amb con de cua    |
| Vol Inert-Captiu #1 | 18 de febrer del 1977   | 462 km/h 287 mph | 4.877 m 16.000 peus | No                            | 2 h 5 min   | Amb con de cua />aterratge amb 747    |
| Vol Inert-Captiu #2 | 22 de febrer del 1977   | 528 km/h 328 mph | 6.888 m 22.600 peus | No                            | 3 h 13 min  | Amb con de cua />aterratge amb 747    |
| Vol Inert-Captiu #3 | 25 de febrer del 1977   | 684 km/h 425 mph | 8.108 m 26.600 peus | No                            | 2 h 28 min  | Amb con de cua />aterratge amb 747    |
| Vol Inert-Captiu #4 | 28 de febrer del 1977   | 684 km/h 425 mph | 8.707 m 28.565 peus | No                            | 2 h 11 min  | Amb con de cua />aterratge amb 747    |
| Vol Inert-Captiu #5 | 2 de març del 1977      | 763 km/h 474 mph | 9.144 m 30.000 peus | No                            | 1 h 39 min  | Amb con de cua />aterratge amb 747    |
| Vol Actiu-Captiu #1 | 18 de juny del 1977     | 335 km/h 208 mph | 4.563 m 14.970 ft   | Fred Haise i Gordon Fullerton | 55 min 46 s | Amb con de cua />aterratge amb 747    |
| Vol Actiu-Captiu #2 | 28 de juny del 1977     | 499 km/h 310 mph | 6.715 m 22.030 peus | Joe Engle i Richard Truly     | 62 min 0 s  | Amb con de cua />aterratge amb 747    |
| Vol Actiu-Captiu #3 | 26 de juliol del 1977   | 501 km/h 311 mph | 9.233 m 30.292 peus | Fred Haise i Gordon Fullerton | 59 min 53 s | Amb con de cua />aterratge amb 747    |
| Vol lliure #1       | 12 d'agost del 1977     | 499 km/h 310 mph | 7.346 m 24.100 peus | Fred Haise i Gordon Fullerton | 5 min 21 s  | Amb con de cua />aterratge en llac    |
| Vol lliure #2       | 13 de setembre del 1977 | 499 km/h 310 mph | 7.925 m 26.000 peus | Joe Engle i Richard Truly     | 5 min 28 s  | Amb con de cua />aterratge en llac    |
| Vol lliure #3       | 23 de setembre del 1977 | 467 km/h 290 mph | 7.529 m 24.700 peus | Fred Haise i Gordon Fullerton | 5 min 34 s  | Amb con de cua />aterratge en llac    |
| Vol lliure #4       | 12 d'octubre del 1977   | 447 km/h 278 mph | 6.828 m 22.400 peus | Joe Engle i Richard Truly     | 2 min 34 s  | Sense con de cua />aterratge en llac  |
| Vol lliure #5       | 26 d'octubre del 1977   | 456 km/h 283 mph | 5.791 m 19.000 peus | Fred Haise i Gordon Fullerton | 2 min 1 s   | Sense con de cua />aterratge en pista |

- Tripulació de totes les proves, del Boeing 747 de transport del transbordador:
  - Fitzhugh L. Fulton, Jr., pilot
  - Thomas C. McMurtry, pilot
  - Louis E. Guidry, Jr., enginyer de vol
  - Victor W. Horton, enginyer de vol